# باميلا كايل كروسلي
باميلا كايل كروسلي (بالإنجليزية: Pamela Kyle Crossley)‏ (و. 1955  م) هي مؤرخة، ومهندسة أمريكية، ولدت في ليما، أوهايو.

## التعليم
تعلمت في كلية سوارثمور.

## جوائز
حصلت على جوائز منها:
- زمالة غوغنهايم.